# Taiki Naitō
Taiki Naitō (内藤 大希 Naitō Taiki?,  Yokosuka, Prefectura de Kanagawa, 18 de febrero de 1988) es un actor japonés, previamente afiliado con Coure Corporation.

## Biografía
Naitō nació el 18 de febrero de 1988 en la ciudad costera de Yokosuka, Kanagawa. Comenzó a actuar a la edad de once años en obras de teatro y musicales. Desde 1999 hasta 2004, participó en cinco shows de la serie de musicales de Argo. En 2008, interpretó a Jirō Akutagawa en el musical de The Prince of Tennis. Naitō fue el segundo actor en retratar a Akutagawa, rol que interpretaría hasta el Dream Live 6th en 2009. En 2010, interpretó a Kanemitsu Shingyōji en la popular serie de shōnen-ai, Takumi-kun Series 4: Pure, así como también en la última película de la franquicia en 2011. Desde entonces ha aparecido principalmente en musicales y obras.

## Filmografía

### Películas
- Utatama (2008)
- Takumi-kun Series 4: Pure (2010) como Kanemitsu Shingyōji
- Takumi-kun Series 5: Ano, Hareta Aozora (2011) como Kanemitsu Shingyōji

### Teatro
- Argo Musical (1999-2004) como Vanni/Kazuki
- Fushigi no Tane (2002)
- Boys Review 2006: Hold On (2006) como Joey
- Kimi ni Sasageru Uta (2006-08) como Kazuma Sugiura
- Shōnen Onmyōji (2007) como Takehito Higashiyama
- The Prince of Tennis (2008-09) como Jirō Akutagawa
- Bōkenshatachi (2009-10) como Ganba
- Arigatō! Grasshopper (2009) como Rogue[2]
- Maharaja Mode (2009) como Ansanburu
- One on One 20th note: Coela Cantus 〜Shinkai Nemuru Kimi no Koe 〜 (2010-15)
- Shin Mimifukuro (2010) como Estudiante universitario
- Nagareyama-ji★Jimusho (2010) como Joven
- Waga machi (2011) como Sam Craig
- Ōkami o robo (2011-13) como Red Rough
- Ring Wandering (2011)
- Peacemaker: Shinsenkumi sanjō (2011) como Shinpachi Nagakura
- Kuro Tsubaki (2011) como Satou (Zabi)[3]
- Heels o haita Otoko!? Tachi (2011) como Lady Splash
- Koisuru Broadway♪ vol.1 (2011-16)